# روبرتو پیاتزا
روبرتو پیاتزا (ایتالیایی: Roberto Piazza؛ زاده ۲۹ ژانویهٔ ۱۹۶۸) بازیکن سابق و مربی والیبال اهل ایتالیا است. پیاتزا در حال حاضر هدایت تیم ملی والیبال ایران را بر عهده دارد.

## حرفه

### بازیکن
پیاتزا به‌عنوان یک بازیکن، دوران حرفه‌ای خود را در دو باشگاه ماکسیمیانو پارما و پیاچنزا گذراند و دو قهرمانی جام کنفدراسیون اروپا ۱۹۸۸ و ۱۹۸۹ و یک قهرمانی سوپرجام اروپا ۱۹۹۰ را با پارما به دست آورد.

### مربی
پیاتزا در سال ۱۹۹۰ در پارما، به عنوان کمک مربی ببتو د فریتاس دوران مربیگری خود را آغاز کرد و تا سال ۲۰۰۹ به ترتیب در باشگاه‌های پارما، سیسیلی ترویزو و دینامو مسکو، دستیار سرمربیانی چون ببتو، کیم هو-چول و دانیله بانیولی بود. وی در پایان فصل ۲۰۰۸ برای اولین بار به عنوان سرمربی توسط باشگاه سیسیلی ترویزو استخدام شد و در مارس ۲۰۱۱ جام قهرمانی جام کنفدراسیون اروپا را به دست آورد. سرمربیگری باشگاه‌های پیمونته، یازچمبسکی ونگل و المپیاکوس در سه سوپرلیگ مختلف کشورهای ایتالیا، لهستان و یونان تجربه‌های بعدی وی تا سال ۲۰۱۶ در قامت سرمربی بود که قهرمانی در جام حذفی یونان تنها دستاورد وی در این مدت در رده لیگ داخلی محسوب می‌شود. پیمونته گرچه در سری آ در رده چهارم قرار گرفت اما با هدایت پیاتزا تا فینال لیگ قهرمانان والیبال اروپا فصل ۲۰۱۲–۲۰۱۳ پیش رفت و در فینال با نتیجه نزدیک ۳–۲ مقابل لوکوموتیو نووسیبیرسک شکست خورد و نایب قهرمان لیگ قهرمانان اروپا شد. با ثبت عملکرد مناسب، پیاتزا در تابستان ۲۰۱۶ مورد توجه باشگاه مودنا قرار گرفت و در قراردادی دو ساله سرمربی مودنا شد و بلافاصله با این تیم قهرمان سوپرکاپ ایتالیا شد. در ادامه در قراردادی کوتاه مدت به عنوان سرمربی تیم ملی قطر انتخاب شد و تا پایان سال نیز در این تیم ماند. مودنا با هدایت پیاتزا عنوانی بهتر از سیزدهمی سری آ را به دست نیاورد و همین موضوع باعث شد تا قرار داد وی با به صورت یک‌طرفه فسخ شود. وی در فصل ۲۰۱۸–۲۰۱۷ توسط باشگاه اسکرا بلچاتوف لهستان انتخاب و به عنوان سرمربی با این تیم قرارداد امضا کرد. دو سوپر جام لهستان (۲۰۱۷ و ۲۰۱۸) و یک قهرمانی پلاس لیگا دستاوردهای اسکرا بلچاتوف با هدایت پیاتزا بودند. پیاتزا با این تیم عملکرد درخشانی را در لهستان به ثبت رسانید و این عملکرد وی مورد توجه فدراسیون والیبال هلند قرار گرفت و همین امر باعث شد تا در مارس ۲۰۱۹ به عنوان سرمربی جدید تیم ملی هلند منصوب شود. هلند در اولین سال هدایت پیاتزا به مدال برنز و مقام سومی لیگ اروپا رسید. پیاتزا همزمان با قرارداد خود با هلند، در دره باشگاهی به ایتالیا بازگشت و با باشگاه پاور والی میلانو قرارداد بست. قهرمانی در چلنج کاپ اروپا در فصل ۲۱–۲۰۲۰ در دومین سال حضور وی در میلانو اتفاق افتاد. قرارداد وی در ۲ سپتامبر با تیم ملی هلند به اتمام رسید و در ۳ سپتامبر ۲۰۲۴ به عنوان سرمربی تیم ملی والیبال ایران منصوب شد. قرارداد وی تا پایان المپیک ۲۰۲۸ لس آنجلس است. وی در لیگ ملت های ۲۰۲۵ توانست در جدول ، رتبه هشتم را کسب کند ولی به دلیل میزبانی فینال توسط چین ، تیم ملی والیبال چین به عنوان آخرین سهمیه توانست به دور بعدی صعود کند و تیم ملی والیبال ایران از صعود به مرحله بعدی باز ماند.

## افتخارات

### به عنوان بازیکن و کمک مربی و سرمربی
- بهترین مربی سری آ: ۲۰۱۲
- ۲ قهرمانی در جام کنفدراسیون والیبال مردان اروپا
- ۱ قهرمانی به عنوان بازیکن با پارما ۱۹۸۵
- ۲ قهرمانی با پارما در سری آ ۹۲–۱۹۹۱ و سری آ ۹۳–۱۹۹۲
- ۷ قهرمانی سری آ با ترویزو
- ۵ قهرمانی در کاپ ایتالیا با ترویزو و پاما
- ۱ قهرمانی در لیگ روسیه با دینامو مسکو ۲۰۰۷
- ۱ قهرمانی در سوپر کاپ روسیه با دینامو مسکو ۲۰۰۸
- ۷ قهرمانی در سوپر کاپ ایتالیا با ترویزو
- ۴ قهرمانی در چلنج کاپ اروپا ترویزو و پاما